# 深圳市规划和自然资源局
深圳市规划和自然资源局，是中华人民共和国广东省深圳市人民政府主管规划和自然资源事务的组成部门。

## 历史
- 1979年3月，深圳市人民政府设立深圳市基本建设委员会，由该委员会负责建设规划事务[1]。
- 1980年，深圳市人民政府成立深圳市城市建设规划委员会[1]。
- 1981年11月，深圳市人民政府设立深圳市城市规划设计管理局。翌年5月，该局更名为深圳市城市规划局[2]。
- 1984年5月，深圳市人民政府设立深圳市政府基本建设办公室，深圳市城市规划局由该办公室管理[2]。
- 1988年1月，深圳市城市规划局国土处、深圳市地名管理委员会办公室与深圳市政府基本建设办公室的征地办组建成立深圳市国土局[2]；同年9月，深圳市政府基本建设办公室撤销，深圳市城市规划局、深圳市国土局合并成立深圳市建设局[2][3]。
- 1990年，深圳市仿效《香港規劃標準與準則》，頒布試行了《深圳市城市規劃標準與準則》。
- 1993年3月，深圳市人民政府将深圳市建设局的规划、国土和房地产权产籍及其市场管理职能分离，组建深圳市规划国土局[2]。
- 2004年8月，深圳市人民政府实行规划、国土分设工作，分设深圳市规划局、深圳市国土资源和房产管理局[3]，其中，深圳市国土资源和房产管理局承担全市土地、矿产、测绘、住宅与房地产以及住房制度改革工作，深圳市规划局负责全市城市规划、建设用地、勘察设计及地名管理工作[4]。
- 2009年7月，深圳市进行大部制改革，规划、国土再度合二为一，将深圳市规划局、深圳市国土资源和房产管理局的有关职责整合划入深圳市规划与国土资源委员会，而深圳市规划局的勘探、行业设计管理职责，深圳市国土资源和房产管理局的住房保障建设管理及物业管理等职责整合划入深圳市住房和建设局[5]。
- 2012年2月，深圳市规划与国土资源委员会加挂深圳市海洋局牌子，将深圳市农业和渔业局（市海洋局）承担的海洋规划、海洋资源管理及海洋环境保护等职责调整划入深圳市规划和国土资源委员会[6]。
- 2013年12月，深圳市规划和国土资源委员会党组成员、副主任郭仁忠教授当选中国工程院院士[7]。
- 2019年1月，深圳市人民政府重新组建深圳市规划和自然资源局，将深圳市规划和国土资源委员会、深圳市海洋局、深圳市林业局的职责，深圳市发展和改革委员会的配合编制主体功能区规划职责、深圳市经济贸易和信息化委员会的渔业管理职责、深圳市水务局的水资源调查职责以及相关部门的自然保护区、风景名胜区、自然遗产、地质公园等管理职责整合，组建深圳市规划和自然资源局，加挂深圳市海洋渔业局、深圳市林业局牌子，在区设分局，实行市以下垂直管理。同时，将深圳市城市更新局、深圳市土地整备局的行政职能整合，组建深圳市城市更新和土地整备局，由深圳市规划和自然资源局统一领导和管理[8]。
- 2024年2月，深圳市规划和自然资源局的发展海洋经济、海洋开发利用和保护的监督管理等职能划入深圳市海洋发展局[9]。深圳市城市更新和土地整备局更名为深圳市城市更新局，继续作为市政府工作部门，并改由深圳市住房和建设局统一领导和管理，而该局的土地整备职能改由深圳市规划和自然资源局直接管理。[10]

## 职责
根据《深圳市规划和自然资源局职能配置、内设机构和人员编制规定》，深圳市规划和自然资源局承担下列职责：
1. 履行全民所有土地、矿产、森林、湿地、水、海洋等自然资源资产所有者职责和所有国土空间用途管制职责。组织起草有关自然资源、国土空间规划和测绘信息管理的地方性法规、规章草案和政策措施并组织实施。
2. 负责自然资源调查监测评价。负责制定本市自然资源调查监测评价的指标体系和统计标准，建立健全自然资源调查监测评价体制机制。负责实施自然资源基础调查、专项调查和监测工作。负责自然资源调查监测评价成果的监督管理和信息发布。
3. 负责自然资源统一确权登记工作。负责制定各类自然资源和不动产统一确权登记、权籍调查、不动产测绘、争议调处、成果应用的制度、标准、规范。建立健全全市自然资源和不动产登记信息管理基础平台。负责全市自然资源和不动产登记资料的收集、整理、共享、汇交管理等。调处土地、林权等重大自然资源权属争议。
4. 负责自然资源资产有偿使用工作。建立全民所有自然资源资产统计制度，负责全民所有自然资源资产核算。编制全市全民所有自然资源资产负债表，拟订考核标准。制定全民所有自然资源资产划拨、出让、租赁、作价出资和土地储备政策，合理配置全民所有自然资源资产。负责自然资源资产价值评估管理，依法收缴相关资产收益。
5. 负责自然资源的合理开发利用。组织拟订自然资源发展规划和年度计划，制定自然资源开发利用标准并组织实施，建立政府公示自然资源价格体系，组织开展自然资源分等定级价格评估，开展自然资源利用评价考核，指导节约集约利用。负责自然资源市场监管。组织研究自然资源涉及宏观调控、区域协调的政策措施。
6. 负责建立空间规划体系并监督实施。推进主体功能区战略和制度，组织编制并监督实施国土空间规划、详细规划和相关专项规划。开展国土空间开发适宜性评价，建立国土空间规划实施监测、评估和预警体系。组织划定生态保护红线、永久基本农田、城镇开发边界等控制线，构建节约资源和保护环境的生产、生活、生态空间布局。建立健全本市国土空间用途管制制度，组织拟订并实施土地、海洋等自然资源年度利用计划。负责土地、海域、海岛等国土空间用途转用工作。
7. 负责统筹国土空间生态修复。牵头组织编制国土空间生态修复规划并实施有关生态修复工程。负责国土空间综合整治、土地整理复垦、矿山地质环境恢复治理等工作。牵头建立和实施生态保护补偿制度，制定合理利用社会资金进行生态修复的政策措施。
8. 负责组织实施最严格的耕地保护制度。牵头拟订并实施耕地保护政策，负责耕地数量、质量、生态保护。组织实施耕地保护责任目标考核和永久基本农田特殊保护。负责全市耕地占补平衡管理工作。负责土地开发整理补充耕地项目管理及检查验收工作。
9. 负责城市地质工作和地质勘查行业管理。负责地质灾害的预防和治理，监督管理地下水过量开采及引发的地面沉降等地质问题。负责古生物化石的监督管理。负责落实综合防灾减灾规划相关要求，组织编制地质灾害防治规划并组织实施。组织指导协调和监督地质灾害调查评价及隐患的普查、详查、排查。指导开展群测群防、专业监测和预报预警等工作，指导开展地质灾害工程治理工作。承担地质灾害应急救援的技术支撑工作。
10. 负责矿产资源管理工作。负责矿产资源储量管理及压覆矿产资源审批。负责矿业权管理。会同有关部门承担保护性开采的特定矿种、优势矿产的调控及相关管理工作。承担矿产资源合理利用和保护工作。
11. 负责测绘地理信息管理工作。负责全市基础测绘和测绘行业管理，测绘资质资格和信用管理。负责全市空间地理信息管理。监督管理测绘地理信息安全和市场秩序。负责地图管理。负责地理信息公共服务管理。负责测量标志保护。
12. 负责林业资源管理工作。组织编制城市林业发展规划、林地保护规划等并组织实施，组织起草相关地方性法规、规章草案。负责森林资源、湿地资源、陆生野生动植物资源的监督管理。指导监督湿地和各类自然保护地的建设和管理。负责落实综合防灾减灾规划相关要求，组织编制森林火灾防治规划、防护标准并组织实施。组织指导开展防火巡护、火源管理、防火设施建设工作。组织指导国有林场林区开展防火宣传教育、监测预警、督促检查等工作。
13. 负责组织协调全市土地整备工作。拟订土地储备有关政策、计划并组织实施。统筹协调全市土地整备资金计划，按权限管理土地整备资金。指导和监督各区开展土地整备工作。
14. 负责组织编制地名规划。负责地名的命名、更名和注销工作，建立地名档案。
15. 负责历史风貌保护区、优秀历史建筑和历史文物古迹的规划管理工作。
16. 负责自然资源行政执法工作。组织查处国土空间规划和土地开发利用重大违法案件。负责查处测绘、矿产、地名等违法行为。指导各区规划、土地行政执法工作。配合国家、省自然资源领域督察相关工作。管理海洋渔业执法机构。
17. 负责规划和自然资源领域安全生产监督管理工作。
18. 负责规划和自然资源领域人才队伍建设。
19. 完成市委、市政府和上级部门交办的其他任务。
20. 职能转变。
  1. 贯彻落实中央及省委关于统一行使全民所有自然资源资产所有者职责，统一行使所有国土空间用途管制和生态保护修复职责的要求，按照市委工作安排，强化制度设计，积极作为，发挥国土空间规划的战略引领和刚性管控作用，优化空间布局结构，为保护和合理开发利用全市自然资源提供科学指引，为城市高质量发展提供有力支撑。
  2. 进一步加强自然资源的调查监测和评价、确权登记、保护和合理开发利用，建立健全源头保护和全过程修复治理相结合的工作机制，实现整体保护、系统修复、综合治理。创新激励约束并举的制度措施，推进自然资源节约集约利用。
21. 有关职责分工。
  1. 与市发展改革委有关职责分工。市发展改革委负责拟订国民经济和社会发展规划，负责专项规划、区域规划、空间规划与国民经济和社会发展规划的统筹衔接。市规划和自然资源局负责编制空间规划、区域规划，配合和对接上级部门编制主体功能区规划，并对各专项规划进行空间统筹。
  2. 与市生态环境局有关职责分工。市生态环境局负责海洋生态环境保护工作，组织起草海洋环境保护规划、海洋污染综合治理规划等并监督实施；监督陆源污染物排海；核准海洋工程项目环境影响报告书。市海洋渔业局负责组织开展海域、海岸带和无居民海岛生态修复；承担海洋生态损害补偿、赔偿管理工作；承担海洋生态预警和海洋灾害预警报工作；组织编制海洋灾害应急预案，参与重大海洋灾害应急处置。市海洋综合执法队伍负责对围填海、改变海洋用途、铺设海底电缆管道等海域使用，海洋工程建设、海洋倾废、海砂开采等影响海洋环境和资源的行为进行监督检查，查处违法违规行为。
  3. 与市住房建设局有关职责分工。市住房建设局承担房地产市场和行业管理工作，根据工作需要，市规划和自然资源局协助做好相关技术保障和信息共享工作。市规划和自然资源局与市住房建设局要加强协调配合，建立相关工作机制，促进我市房地产市场平稳健康发展。
  4. 与市交通运输局有关职责分工。
    1. 关于交通规划。市规划和自然资源局会同市交通运输局组织编制全市综合交通布局（干线路网、轨道网、大型交通枢纽的布局）规划，市交通运输局在城市总体规划和分区规划的指导下，拟订交通专项规划，经市规划和自然资源局审查后按程序报批，并组织实施。市规划和自然资源局负责在各层次城市规划中落实交通基础设施用地。市交通运输局与市规划和自然资源局要建立沟通协调机制，确保工作衔接。
    2. 关于轨道交通规划。市规划和自然资源局负责统筹编制全市轨道线网规划、轨道线路交通详细规划、轨道枢纽规划，配合市发展改革委编制全市城市轨道近期建设规划。市规划和自然资源局在上述规划编制中，应征求市交通运输局意见。

  5. 与市市场监管局有关职责分工。市海洋渔业局负责水产养殖环节的许可和监管，负责水产养殖投入品使用的监管。市市场监管局负责食用水产品进入流通环节（含运输、藏储）后的监管，负责兽药、饲料的行政许可。
  6. 与市城管和综合执法局有关职责分工。
    1. 关于绿化管理。市林业局负责全市林业管理，负责组织开展国土绿化、植树造林、全民义务植树、古树名木保护和监管工作。市城管和综合执法局负责所属公园（含市政公园、森林公园、郊野公园，下同）和道路绿化（不含高速公路及林地绿化）管理。
    2. 关于公园管理。市林业局负责全市自然保护区、风景名胜区、自然遗产、地质公园、湿地公园的管理，统筹指导全市森林公园的建设。市城管和综合执法局负责统筹指导全市市政公园、郊野公园的建设，承担所属公园的管理工作。

  7. 与市城市更新局有关职责分工。市规划和自然资源局会同市城市更新局编制全市城市更新专项规划，研究完善规划、土地和产权登记等方面的城市更新配套支持政策。市城市更新局依据全市城市更新专项规划拟订年度计划并监督实施。两部门要加强协调配合，建立健全城市更新工作协同联动机制，确保工作相互衔接、高效推进。

## 机构设置

### 内设机构
- 办公室（信访办）
- 计划财务处
- 政策法规处（审批综合处）
- 自然资源调查监测和确权登记处
- 自然资源所有者权益处
- 自然资源开发利用处
- 总体规划处（市城市规划委员会秘书处）
- 地区规划处（地名处）
- 城市和建筑设计处（市雕塑办公室）
- 市政交通处（市地下管线管理办公室）
- 空间信息管理处（市多规合一工作办公室）
- 国土空间用途管制和耕地保护处
- 生态修复和地质环境处（市地面坍塌防治领导小组办公室）
- 测绘管理处
- 林业管理处（市绿化委员会办公室）
- 农村城市化历史遗留问题处理处
- 执法监督处
- 土地整备处
- 机关党委（人事处）

### 直属机构
- 深圳市野生动植物保护管理处

### 派出机构
- 深圳市规划和自然资源局福田管理局
- 深圳市规划和自然资源局罗湖管理局
- 深圳市规划和自然资源局盐田管理局
- 深圳市规划和自然资源局南山管理局
- 深圳市规划和自然资源局宝安管理局
- 深圳市规划和自然资源局龙岗管理局
- 深圳市规划和自然资源局龙华管理局
- 深圳市规划和自然资源局坪山管理局
- 深圳市规划和自然资源局光明管理局
- 深圳市规划和自然资源局大鹏管理局
- 深圳市规划和自然资源局深汕管理局

### 事业单位
- 深圳市规划和自然资源数据管理中心（深圳市空间地理信息中心）
- 深圳市不动产登记中心
- 深圳市规划和自然资源调查测绘中心
- 深圳市土地储备中心
- 深圳市自然保护区管理中心（深圳市陆生野生动物救护和疫源疫病监测站）
- 深圳市梧桐山风景区管理处
- 深圳大鹏半岛国家地质自然公园管理处
- 广东内伶仃福田国家级自然保护区管理局
- 深圳市规划国土发展研究中心（深圳市城市设计促进中心）
- 深圳市自然资源和不动产评估发展研究中心（深圳市地质环境监测中心）